# 広島市立瀬野小学校
広島市立瀬野小学校（ひろしましりつせのしょうがっこう）は、広島県広島市安芸区瀬野一丁目にある公立小学校。

## 沿革
- 1935年（昭和10年）9月17日 - 上瀬野尋常高等小学校と、上瀬野尋常高等小学校が合併し、瀬野村立瀬野尋常小学校設立。
- 1941年（昭和16年）4月1日 - 国民学校令により、瀬野国民学校と改称。
- 1947年（昭和22年）4月1日 - 瀬野村立瀬野小学校と改称。
- 1956年（昭和31年）9月30日 - 瀬野川町との合併により、瀬野川町立瀬野小学校と改称。
- 1985年（昭和60年）3月20日 - 広島市との合併により、広島市立瀬野小学校と改称。
- 2011年（平成23年）4月1日 - 広島市立みどり坂小学校を分離開校。

## 校区
- 広島市立瀬野川東中学校の校区[1]
  - 上瀬野町、上瀬野一丁目、上瀬野二丁目、上瀬野南一丁目、上瀬野南二丁目、瀬野町、瀬野一丁目～瀬野五丁目、瀬野南一丁目、 瀬野南町、中野町、中野七丁目（1～23番）

## アクセス
- JR山陽本線 瀬野駅下車、南口から東へ徒歩約1.1km
- 芸陽バス[2]「瀬野小学校」バス停下車
  - 7,40,41 瀬野駅方面 - 瀬野小学校 - 40-7,41-7宮の前 / 7-8,40-8宮の前・阿戸方面 / 7-10,40-9,40-10八本松駅方面